# دوست‌دختر من یک گومیهو است
دوست دختر من یک گومیهو است (کره‌ای: 내 여자친구는 구미호؛ انگلیسی: My Girlfriend Is a Gumiho) یک مجموعه تلویزیونی کره جنوبی سال ۲۰۱۰ در ژانر کمدی رمانتیک با بازی لی سونگ گی و شین مین آ است. این درام از ۱۱ اوت تا ۳۰ سپتامبر ۲۰۱۰، چهارشنبه و پنجشنبه‌ها ساعت ۲۲ (کی‌اس‌تی) از اس‌بی‌اس برای ۱۶ قسمت پخش شد.

## خلاصه داستان
چا ده-وونگ (لی سونگ گی) یک دانش آموز معمولی کالج است، که آرزوی تبدیل شدن به یک ستارهٔ اکشن (علی‌رغم مخالفت پدربزرگش) دارد. یک روز، او به‌طور تصادفی یک گومیهو (شین مین آ)، روباهی افسانه ای با نه‌دم، را آزاد می‌کند که توسط سامشین مادربزرگ (三神) در یک نقاشی، مهر و موم شده بود. در حال فرار از صحنه، ده-وونگ دچار یک سقوط که زندگی‌اش را تهدید می‌کند، می‌شود و فقط توسط «مهرهٔ روباه» (여우 구슬) که گومیهو به او می‌دهد نجات پیدا می‌کند. زمانی که ده-وونگ از خواب بیدار می‌شود و یک دختر مرموز و خیلی زیبا را می‌بیند، در ابتدا او را به عنوان یک بیمار روحی عجیب و غیرعادی تلقی می‌کند قبل از اینکه این دختر فاش کند که در واقع یک گومیهو به شکل انسان است. براساس افسانه‌ها، گومیهو ها جگر مردان را می‌خورند، بنابراین ده-وونگ می‌ترسد و گومیهو از ترسش با ماندن در کنارش سوءاستفاده می‌کند. ده-وونگ، او را «می-هو» می‌نامد و با خریدن گوشت گاو و پنهان کردن هویت واقعیش، او را خوشحال می‌کند.

## بازیگران

### اصلی
- لی سونگ گی در نقش چا ده-وونگ
  - هیون وو در نقش کودکی چا ده-وونگ
- شین مین آ در نقش گو می-هو/پارک سون-جو/گیل دال
- نو مین-وو در نقش پارک دونگ-جو

### مکمل
- پارک سو جین در نقش اون هه-این
- سونگ دونگ ایل در نقش بان دو-هونگ
- یون یو سون در نقش چا مین-سوک
- بیون هی بونگ در نقش چا-پونگ
- کیم هو-چانگ در نقش کیم بیونگ-سو
- هیومین در نقش بان سون-نیو

### حضور افتخاری
- ایم هیون شیک در نقش راهب بودایی (قسمت ۱، ۸ ،۱۵)
- لی سو-گون در نقش افسر پلیس (قسمت ۴)
- یوئی در نقش (قسمت ۵)[الف]
- پارک شین هه در نقش گو می-نیو (قسمت ۶)[الف]
- لی هونگ-کی در نقش جرمی (قسمت ۱۶)[الف]
- کیم جی-یونگ در نقش سامشین مادربزرگ (قسمت ۱۵، ۱۶)

## ریتینگ
- در این جدول،  اعداد آبی کمترین رتبه را دارند و  اعداد قرمز بیشترین رتبه را نشان می‌دهند.

| قسمت    | تاریخ پخش اصلی  | میانگین سهم مخاطب | میانگین سهم مخاطب | میانگین سهم مخاطب | میانگین سهم مخاطب |
| قسمت    | تاریخ پخش اصلی  | TNmS Ratings      | TNmS Ratings      | AGB Nielsen       | AGB Nielsen       |
| قسمت    | تاریخ پخش اصلی  | سراسر کشور        | سئول              | سراسر کشور        | سئول              |
| ------- | --------------- | ----------------- | ----------------- | ----------------- | ----------------- |
| ۱       | ۱۱ اوت ۲۰۱۰     | ۱۲٫۷٪             | ۱۳٫۰٪             | ۱۰٫۲٪             | ۱۰٫۸٪             |
| ۲       | ۱۲ اوت ۲۰۱۰     | ۱۲٫۶٪             | ۱۳٫۱٪             | ۱۰٫۸٪             | ۱۱٫۷٪             |
| ۳       | ۱۸ اوت ۲۰۱۰     | ۱۴٫۶٪             | ۱۴٫۹٪             | ۱۱٫۴٪             | ۱۱٫۸٪             |
| ۴       | ۱۹ اوت ۲۰۱۰     | ۱۴٫۱٪             | ۱۴٫۰٪             | ۱۲٫۰٪             | ۱۲٫۶٪             |
| ۵       | ۲۵ اوت ۲۰۱۰     | ۱۴٫۰٪             | ۱۴٫۱٪             | ۱۰٫۹٪             | ۱۱٫۲٪             |
| ۶       | ۲۶ اوت ۲۰۱۰     | ۱۴٫۲٪             | ۱۴٫۱٪             | ۱۱٫۲٪             | ۱۱٫۷٪             |
| ۷       | ۱ سپتامبر ۲۰۱۰  | ۱۳٫۴٪             | ۱۳٫۴٪             | ۱۱٫۹٪             | ۱۳٫۳٪             |
| ۸       | ۲ سپتامبر ۲۰۱۰  | ۱۳٫۴٪             | ۱۳٫۶٪             | ۱۲٫۰٪             | ۱۲٫۴٪             |
| ۹       | ۸ سپتامبر ۲۰۱۰  | ۱۳٫۲٪             | ۱۲٫۸٪             | ۱۰٫۸٪             | ۱۱٫۶٪             |
| ۱۰      | ۹ سپتامبر ۲۰۱۰  | ۱۲٫۳٪             | ۱۲٫۶٪             | ۱۰٫۳٪             | ۱۱٫۶٪             |
| ۱۱      | ۱۵ سپتامبر ۲۰۱۰ | ۱۳٫۰٪             | ۱۲٫۸٪             | ۱۰٫۸٪             | ۱۲٫۲٪             |
| ۱۲      | ۱۶ سپتامبر ۲۰۱۰ | ۱۰٫۷٪             | ۱۰٫۴٪             | ۸٫۷٪              | ۹٫۵٪              |
| ۱۳      | ۲۳ سپتامبر ۲۰۱۰ | ۱۹٫۴٪             | ۱۹٫۸٪             | ۱۵٫۲٪             | ۱۵٫۱٪             |
| ۱۴      | ۲۳ سپتامبر ۲۰۱۰ | ۲۲٫۵٪             | ۲۲٫۸٪             | ۱۹٫۲٪             | ۱۹٫۱٪             |
| ۱۵      | ۲۹ سپتامبر ۲۰۱۰ | ۱۸٫۶٪             | ۱۸٫۶٪             | ۱۶٫۶٪             | ۱۷٫۷٪             |
| ۱۶      | ۳۰ سپتامبر ۲۰۱۰ | ۲۱٫۳٪             | ۲۱٫۰٪             | ۱۹٫۹٪             | ۲۱٫۱٪             |
| میانگین | میانگین         | ۱۵٫۰٪             | ۱۵٫۰٪             | ۱۲٫۶٪             | ۱۳٫۳٪             |

## جوایز و نامزدی‌ها
| سال  | مراسم جایزه                         | عنوان جایزه                               | گیرنده                        | دسته     | منبع        |
| ---- | ----------------------------------- | ----------------------------------------- | ----------------------------- | -------- | ----------- |
| ۲۰۱۰ | جوایز موسیقی ملون                   | بونسانگ - ۱۰ هنرمند برتر                  | «Losing My Mind» - لی سونگ گی | برنده    | [ ۸ ] [ ۹ ] |
| ۲۰۱۰ | جوایز موسیقی ملون                   | بهترین آهنگ اواس‌تی                        | «Losing My Mind» - لی سونگ گی | برنده    | [ ۸ ] [ ۹ ] |
| ۲۰۱۰ | جوایز درامای اس‌بی‌اس                 | جایزه برترین، بازیگر مرد در یک درام ویژه  | لی سونگ گی                    | برنده    | [ ۱۰ ]      |
| ۲۰۱۰ | جوایز درامای اس‌بی‌اس                 | جایزه برترین، بازیگر زن در یک درام ویژه   | شین مین آ                     | برنده    | [ ۱۰ ]      |
| ۲۰۱۰ | جوایز درامای اس‌بی‌اس                 | بهترین بازیگر نقش مکمل زن در یک درام ویژه | یون یو-سون                    | نامزدشده | [ ۱۰ ]      |
| ۲۰۱۰ | جوایز درامای اس‌بی‌اس                 | جایزه ستاره جدید                          | نو مین-وو                     | برنده    | [ ۱۰ ]      |
| ۲۰۱۰ | جوایز درامای اس‌بی‌اس                 | ۱۰ ستاره برتر                             | لی سونگ گی                    | برنده    | [ ۱۰ ]      |
| ۲۰۱۰ | جوایز درامای اس‌بی‌اس                 | ۱۰ ستاره برتر                             | شین مین آ                     | برنده    | [ ۱۰ ]      |
| ۲۰۱۰ | جوایز درامای اس‌بی‌اس                 | جایزه بهترین زوج                          | لی سونگ گی و شین مین آ        | برنده    | [ ۱۰ ]      |
| ۲۰۱۱ | جوایز بین‌المللی درامای سئول         | درام برجسته کره‌ای                         | دوست‌دختر من یک گومیهو است     | نامزدشده | [ ۱۱ ]      |
| ۲۰۱۲ | جوایز برگزیده دانشجویان دانشگاه UST | بهترین سریال آبکی خارجی                   | دوست‌دختر من یک گومیهو است     | برنده    | [ ۱۲ ]      |